# Баб-эль-Салам
Баб-эль-Салам («Ворота мира») — одни из городских ворот Дамаска.

## География
Они расположены на востоке старого города Баб-эль-Фарадиса на изгибе стены Дамаска и направляются к Гуте города. 

## История
О времени создания существуют разные мнения. Одни утверждают, что ворота были построены во время Римской империи, другие говорят, что ворота были построены в 1164 году амиром Дамаска Нур ад-Дин Махмуд.